# Ллойд, Кёртис Гейтс
Кёртис Гейтс Ллойд (англ. Curtis Gates Lloyd; 1859—1926) — американский миколог, специалист по гастеромицетам. Иногда издавал публикации под псевдонимом Н. Дж. Макгинти (N. J. McGinty).

## Биография
Кёртис Гейтс Ллойд родился 17 июля 1859 года в городе Флоренс штата Кентукки в семье учителя местной школы. Когда Кёртису было 9 лет, его семья переехала в Криттенден. С детства Ллойд интересовался ботаникой. После окончания школы он стал мыть различные сосуды в аптеке в Цинциннати. В 1886 году Кёртис и его старшие братья Джон Ури и Нельсон Эшли Ллойды основали собственную фирму по производству лекарств, Lloyd Brothers, вскоре ставшую одним из крупнейших лекарственных заводов Среднего Запада. Ллойд познакомился с микологом Э. П. Морганом, под влиянием которого заинтересовался изучением гастеромицетовых грибов. Примерно с 1905 года Ллойд стал заниматься исключительно изучением микологии. На протяжении почти 15 лет он учился и посещал различные гербарии в Европе. В 1918 году Кёртис ушёл на пенсию. В 1919 году Кёртис и его братья основали Библиотеку и музей Ллойдов в Цинциннати, ставшую одной из самых крупных ботанических библиотек. Библиотека несколько лет издавала журнал, в котором среди прочих работ были изданы и публикации Кёртиса по микологии. В 1926 году у Ллойда стремительно начало ухудшаться зрение, и он был вынужден оставить изучение микологии. В июне ему была присвоена почётная степень доктора наук Университета Цинциннати. 11 ноября 1926 года Кёртис Гейтс Ллойд скончался в больнице в Цинциннати.

## Некоторые научные книги
- Lloyd. C.G.; Lloyd, J.U. (1884—1886). Drugs and medicines of North America. 2 vols.
- Lloyd, C.G. (1898). A compilation of the Volvae of the United States.
- Lloyd, C.G. (1898—1926). Mycological Notes. 6 vols.
- Lloyd, C.G. (1902). The genera of Gasteromycetes.
- Lloyd, C.G. (1907). The phalloids of Australasia.
- Lloyd, C.G. (1909). Synopsis of the known phalloids.

## Роды и некоторые виды, названные в честь К. Г. Ллойда
- Lloydella Bres., 1901 [syn.  Lopharia Kalchbr. & MacOwan, 1881]
- Lloydia C.H.Chow, 1935, non Salisb., 1812 [syn.  Lysurus Fr., 1823]
- Sinolloydia C.H.Chow, 1936, nom. nov. [syn.  Lysurus Fr., 1823]
- Amauroderma lloydii Pat. & Har., 1912 [syn.  Humphreya lloydii (Pat. & Har.) Steyaert, 1972]
- Calvatia lloydii Zeller & Coker, 1947 [syn.  Handkea lloydii (Zeller & Coker) Kreisel, 1989]
- Cordyceps lloydii H.S.Fawc., 1886 [syn.  Ophiocordyceps lloydii (H.S.Fawc.) G.H.Sung, J.M.Sung, Hywel-Jones & Spatafora, 2007]
- Corticium lloydii Bourdot & Galzin, 1928, non Bres., 1927 [syn.  Aphanobasidium lloydii (Bourdot & Galzin ex Liberta) Jülich, 1979]
- Daldinia lloydii Y.M.Ju, J.D.Rogers & F.San Martín, 1997, nom. nov.
- Fomes lloydii Cleland, 1936 [syn.  Inonotus lloydii (Cleland) P.K.Buchanan & Ryvarden, 1993]
- Tulostoma lloydii Bres., 1904